# پریدت (آریزونا)
پریدت (به انگلیسی: Peridot) یک منطقهٔ مسکونی در ایالات متحده آمریکا است که در آریزونا واقع شده‌است. پریدت ۱۳٫۳۶ کیلومتر مربع مساحت و ۱٬۳۵۰ نفر جمعیت دارد و ۸۰۰ متر بالاتر از سطح دریا واقع شده‌است.